# 2005年の日本シリーズ
2005年の日本シリーズ（2005ねんのにっぽんシリーズ、2005ねんのにほんシリーズ）は、2005年（平成17年）10月22日から10月26日まで行われたセントラル・リーグ優勝チームの阪神タイガースと、パシフィック・リーグ優勝チームの千葉ロッテマリーンズによる56回目のプロ野球日本選手権シリーズである。

## 概要
パ・リーグのシーズン勝率2位であったロッテが、プレーオフで福岡ソフトバンクホークス（シーズン勝率1位）に勝利してパ・リーグ優勝チームとなり、セ・リーグ優勝の阪神と対戦することとなった。阪神とロッテの対戦はロッテの前身球団（毎日オリオンズ→毎日大映オリオンズ→東京オリオンズ）時代を含め史上初で、この年から始まった交流戦ではロッテの3勝2敗1分けという対戦成績を残していた。
両チーム監督の合意により、日本シリーズでは1998年の以来7年ぶりとなる予告先発が行われた。また、この年からアジアシリーズが新設されたのに伴い、日本シリーズの勝者が日本代表チームとして出場することとなった。
シリーズはロッテが4連勝で制し、1974年以来31年ぶり3回目、千葉移転後では初の日本一となった。レギュラーシーズンでの勝率2位チームが日本一となったのは前回（2004年）の西武ライオンズに続いて2年連続で、アメリカ人監督による日本一は史上初となった。ストレート4連勝での優勝は過去1959年の南海ホークス、1960年の大洋ホエールズ、1990年の西武ライオンズ、2002年の読売ジャイアンツ以来5回目で、ロッテとしては球団史上初。1度もリードを許すことなくストレート4連勝したのは、日本シリーズ史上初である。
ロッテが日本シリーズ史上初となる3試合連続2桁得点で4試合合計33得点を挙げたのに対して、阪神は4試合合計でわずか4得点に終わった。阪神がこのシリーズで残した得点（4点）、防御率（8.63）、本塁打（0）の記録は、2024年現在においても日本シリーズ史上最低記録である。
今シリーズでの阪神のあまりの惨敗ぶりが、後にロッテの出場した2010年の日本シリーズの報道時に繰り返し紹介されたことを受け、両軍のスコア合計に因む「33-4」や「334」などのフレーズがインターネットスラングとして定着した。なおロッテは2013年以降、交流戦でセ・リーグ各球団を挑発するポスターを制作しており、2017年・2018年の阪神戦では本シリーズを念頭に作成している。前者は霧の中でヤンキーに扮したロッテのマスコットのマーくんが、虎の暴走族を「濃霧コールド33得点圧勝アッパー」で殴り飛ばす漫画、後者は阪神の「六甲（おろし）」が逆さから見ると33-4と見えるというもので、阪神ファンの怒りを刺激した。
パ・リーグは前年からプレーオフを導入したが、勝率2位チームの日本一が続いたことで制度が見直され、5ゲーム差をつけることが条件だったアドバンテージが無条件導入されるなどの改定が行われた。
なお、全試合が屋外球場で日本シリーズが行われたのはこの年が最後となっており、21世紀に入ってからはこの年が唯一である。

## 出場資格者
| 阪神タイガース | 阪神タイガース | 阪神タイガース           |
| -------------- | -------------- | ------------------------ |
| 監督           | 80             | 岡田彰布                 |
| コーチ         | 78             | 平田勝男（ヘッド）       |
| コーチ         | 91             | 島野育夫（総合）         |
| コーチ         | 84             | 久保康生（投手）         |
| コーチ         | 71             | 中西清起（投手）         |
| コーチ         | 87             | 正田耕三（打撃）         |
| コーチ         | 86             | 和田豊（打撃）           |
| コーチ         | 85             | 福原峰夫（内野守備走塁） |
| コーチ         | 76             | 吉竹春樹（外野守備走塁） |
| コーチ         | 83             | 嶋田宗彦（バッテリー）   |
| 投手           | 13             | 中村泰広                 |
| 投手           | 14             | 能見篤史                 |
| 投手           | 16             | 安藤優也                 |
| 投手           | 18             | 杉山直久                 |
| 投手           | 21             | 吉野誠                   |
| 投手           | 22             | 藤川球児                 |
| 投手           | 25             | 前川勝彦                 |
| 投手           | 26             | 江草仁貴                 |
| 投手           | 28             | 福原忍                   |
| 投手           | 29             | 井川慶                   |
| 投手           | 30             | 久保田智之               |
| 投手           | 34             | 橋本健太郎               |
| 投手           | 35             | 牧野塁                   |
| 投手           | 40             | 桟原将司                 |
| 投手           | 42             | 下柳剛                   |
| 投手           | 54             | ウィリアムス             |
| 投手           | 59             | ダーウィン               |
| 捕手           | 2              | 野口寿浩                 |
| 捕手           | 12             | 浅井良                   |
| 捕手           | 39             | 矢野輝弘                 |
| 捕手           | 63             | 狩野恵輔                 |
| 内野手         | 00             | 秀太                     |
| 内野手         | 1              | 鳥谷敬                   |
| 内野手         | 3              | 関本健太郎               |
| 内野手         | 4              | シーツ                   |
| 内野手         | 5              | 前田忠節                 |
| 内野手         | 7              | 今岡誠                   |
| 内野手         | 8              | 片岡篤史                 |
| 内野手         | 9              | 藤本敦士                 |
| 内野手         | 32             | 久慈照嘉                 |
| 内野手         | 55             | 喜田剛                   |
| 外野手         | 0              | 中村豊                   |
| 外野手         | 6              | 金本知憲                 |
| 外野手         | 24             | 桧山進次郎               |
| 外野手         | 31             | 濱中おさむ               |
| 外野手         | 38             | 林威助                   |
| 外野手         | 41             | スペンサー               |
| 外野手         | 50             | 町田公二郎               |
| 外野手         | 52             | 赤松真人                 |
| 外野手         | 53             | 赤星憲広                 |

| 千葉ロッテマリーンズ | 千葉ロッテマリーンズ | 千葉ロッテマリーンズ               |
| -------------------- | -------------------- | ---------------------------------- |
| 監督                 | 2                    | ボビー・バレンタイン               |
| コーチ               | 78                   | 西村徳文（ヘッド兼外野守備走塁）   |
| コーチ               | 79                   | 井上祐二（投手）                   |
| コーチ               | 82                   | トム・ロブソン（打撃）             |
| コーチ               | 85                   | 袴田英利（バッテリー）             |
| コーチ               | 81                   | 園川一美（ブルペン担当）           |
| コーチ               | 83                   | フランク・ランペン（内野守備走塁） |
| コーチ               | 87                   | 高橋慶彦（一・二軍巡回）           |
| 投手                 | 11                   | 神田義英                           |
| 投手                 | 12                   | 藤田宗一                           |
| 投手                 | 14                   | 小宮山悟                           |
| 投手                 | 16                   | 久保康友                           |
| 投手                 | 18                   | 清水直行                           |
| 投手                 | 20                   | 薮田安彦                           |
| 投手                 | 28                   | 加藤康介                           |
| 投手                 | 29                   | 小野晋吾                           |
| 投手                 | 30                   | 小林雅英                           |
| 投手                 | 31                   | 渡辺俊介                           |
| 投手                 | 41                   | 小林宏之                           |
| 投手                 | 42                   | セラフィニ                         |
| 投手                 | 48                   | 高木晃次                           |
| 投手                 | 54                   | 黒木知宏                           |
| 捕手                 | 22                   | 里崎智也                           |
| 捕手                 | 33                   | 橋本将                             |
| 捕手                 | 39                   | 田中雅彦                           |
| 捕手                 | 45                   | 辻俊哉                             |
| 内野手               | 1                    | 小坂誠                             |
| 内野手               | 4                    | フランコ                           |
| 内野手               | 5                    | 堀幸一                             |
| 内野手               | 6                    | 初芝清                             |
| 内野手               | 7                    | 西岡剛                             |
| 内野手               | 8                    | 今江敏晃                           |
| 内野手               | 9                    | 福浦和也                           |
| 内野手               | 36                   | 李承燁                             |
| 内野手               | 40                   | 渡辺正人                           |
| 内野手               | 52                   | 塀内久雄                           |
| 内野手               | 57                   | 林孝哉                             |
| 内野手               | 68                   | 早坂圭介                           |
| 外野手               | 00                   | 代田建紀                           |
| 外野手               | 0                    | 諸積兼司                           |
| 外野手               | 3                    | サブロー                           |
| 外野手               | 10                   | 大松尚逸                           |
| 外野手               | 23                   | 大塚明                             |
| 外野手               | 25                   | 竹原直隆                           |
| 外野手               | 38                   | 垣内哲也                           |
| 外野手               | 43                   | パスクチ                           |
| 外野手               | 47                   | 井上純                             |
| 外野手               | 50                   | ベニー                             |

## 試合結果
| 日付                                        | 試合   | ビジター球団（先攻） | スコア | ホーム球団（後攻）   | 開催球場             |
| ------------------------------------------- | ------ | -------------------- | ------ | -------------------- | -------------------- |
| 10月22日（土）                              | 第1戦  | 阪神タイガース       | 1 - 10 | 千葉ロッテマリーンズ | 千葉マリンスタジアム |
| 10月23日（日）                              | 第2戦  | 阪神タイガース       | 0 - 10 | 千葉ロッテマリーンズ | 千葉マリンスタジアム |
| 10月24日（月）                              | 移動日 | 移動日               | 移動日 | 移動日               | 移動日               |
| 10月25日（火）                              | 第3戦  | 千葉ロッテマリーンズ | 10 - 1 | 阪神タイガース       | 阪神甲子園球場       |
| 10月26日（水）                              | 第4戦  | 千葉ロッテマリーンズ | 3 - 2  | 阪神タイガース       | 阪神甲子園球場       |
| 優勝：千葉ロッテマリーンズ（31年ぶり3回目） |        |                      |        |                      |                      |

### 第1戦
10月22日 千葉マリンスタジアム 開始時刻18:17 有料入場者数28,333人
|        | 1 | 2 | 3 | 4 | 5 | 6 | 7  | R  | H  | E |
| ------ | - | - | - | - | - | - | -- | -- | -- | - |
| 阪神   | 0 | 0 | 0 | 0 | 1 | 0 | 0  | 1  | 5  | 0 |
| ロッテ | 1 | 0 | 0 | 0 | 3 | 1 | 5x | 10 | 15 | 0 |

1. （7回裏1死・濃霧コールドゲーム）
2. 神：井川、橋本 - 矢野
3. ロ：清水 - 里崎
4. 勝利：清水（1勝）
5. 敗戦：井川（1敗）
6. 本塁打
ロ：今江1号ソロ（1回・井川）、李承燁1号ソロ（6回・井川）、里崎1号3ラン（7回・橋本）、ベニー1号2ラン（7回・橋本）
7. 審判
［球審］中村稔
［塁審］森、東、谷
［外審］山本隆、眞鍋
8. 試合時間：2時間14分

| 阪神 | 阪神 | 阪神   |
| 打順 | 守備 | 選手   |
| ---- | ---- | ------ |
| 1    | [中] | 赤星   |
| 2    | [遊] | 鳥谷   |
| 3    | [一] | シーツ |
| 4    | [左] | 金本   |
| 5    | [三] | 今岡   |
| 6    | [右] | 桧山   |
| 7    | [指] | 片岡   |
| 8    | [捕] | 矢野   |
| 9    | [二] | 藤本   |

| ロッテ | ロッテ | ロッテ   |
| 打順   | 守備   | 選手     |
| ------ | ------ | -------- |
| 1      | [遊]   | 西岡     |
| 2      | [三]   | 今江     |
| 3      | [一]   | 福浦     |
| 4      | [中]   | サブロー |
| 5      | [捕]   | 里崎     |
| 6      | [左]   | フランコ |
|        | 走     | 大塚     |
| 7      | [右]   | ベニー   |
| 8      | [指]   | 李承燁   |
| 9      | [二]   | 渡辺正   |

両先発はロッテが清水直、阪神が5月の交流戦で完封勝利を収めた井川で始まり、千葉マリンスタジアムで初の日本シリーズ開催となった。
1回裏、一死から今江が今大会第1号（初打席で初本塁打は歴代13人目）のソロ本塁打を放ちロッテが先制したが、5回表に藤本の犠飛で同点とする。その裏、渡辺正のレフト前ヒット、西岡のプッシュバントなどで無死一・二塁とし、今江とサブローがタイムリー2塁打を放ち4-1とした。6回裏、李承燁のソロ本塁打でリードを広げ、阪神の先発・井川はここで降板となった。7回裏、ロッテが2番手の橋本を攻め、一死一・二塁から里崎が3ラン本塁打を放った。さらに安打によるランナーを置いてベニーが2ラン本塁打で10点目となり、二桁得点を達成した。
ところが、試合中から千葉県の北西部に濃霧注意報が発表されるほどの霧が球場全体を覆ってしまい試合が一時中断した。その後、30分以上様子を見たが回復の兆しが見えないためベニーの本塁打を打った7回裏1アウト消化の時点を以てコールドゲームが宣言され、ロッテが先勝した。日本シリーズが自然現象のためにコールドゲームとなった事例は、1953年第4回大会の読売ジャイアンツVS南海ホークスの第3試合、降雨により8回の攻撃終了を以て2-2の同点で打ち切りになって以来52年ぶりで、濃霧によるコールドゲームは日本シリーズ史上初となった。
公式記録関係（NPB.jp 日本野球機構）

### 第2戦
10月23日 千葉マリンスタジアム 開始時刻18:16 有料入場者数 28,354人
|        | 1 | 2 | 3 | 4 | 5 | 6 | 7 | 8 | 9 | R  | H  | E |
| ------ | - | - | - | - | - | - | - | - | - | -- | -- | - |
| 阪神   | 0 | 0 | 0 | 0 | 0 | 0 | 0 | 0 | 0 | 0  | 4  | 1 |
| ロッテ | 1 | 1 | 0 | 0 | 0 | 5 | 0 | 3 | X | 10 | 12 | 0 |

1. 神：安藤、江草 - 矢野
2. ロ：渡辺俊 - 橋本
3. 勝利：渡辺俊（1勝）
4. 敗戦：安藤（1敗）
5. 本塁打
ロ：サブロー1号2ラン（6回・安藤）、フランコ1号ソロ（6回・安藤）、李承燁2号2ラン（6回・江草）
6. 審判
［球審］眞鍋
［塁審］山本、森、東
［外審］井野、佐藤
7. 試合時間：2時間32分

| 阪神 | 阪神 | 阪神   |
| 打順 | 守備 | 選手   |
| ---- | ---- | ------ |
| 1    | [中] | 赤星   |
| 2    | [遊] | 鳥谷   |
| 3    | [一] | シーツ |
| 4    | [左] | 金本   |
| 5    | [三] | 今岡   |
| 6    | [右] | 桧山   |
| 7    | [指] | 片岡   |
|      | 打指 | 林     |
| 8    | [捕] | 矢野   |
| 9    | [二] | 藤本   |
|      | 打二 | 関本   |

| ロッテ | ロッテ | ロッテ   |
| 打順   | 守備   | 選手     |
| ------ | ------ | -------- |
| 1      | [遊]   | 西岡     |
| 2      | [二]   | 塀内     |
|        | 打     | 初芝     |
|        | 二     | 渡辺正   |
| 3      | [指]   | 里崎     |
| 4      | [中]右 | サブロー |
| 5      | [左]   | フランコ |
|        | 打中   | 大塚     |
| 6      | [右]   | ベニー   |
|        | 走左   | 諸積     |
| 7      | [一]   | 李承燁   |
| 8      | [三]   | 今江     |
| 9      | [捕]   | 橋本     |

先発はロッテがサブマリンの渡辺俊、阪神が安藤であった。
1回裏、今岡の失策でロッテが1点を先制し6回にはサブロー、フランコ、さらに2試合連続となる李承燁の3本塁打で5点と一気に突き放し、さらに8回には今江、橋本にもタイムリーが出て2試合連続の10得点をマークした。
ロッテの先発・渡辺俊は9回を被安打4無四球と好投し、史上11人目となる日本シリーズ初登板初完封を成し遂げロッテが2連勝で2勝0敗とした。2試合連続の2ケタ得点は、この時点で日本シリーズ史上初である。今江が第1戦の4安打に続き4打数4安打、連続打席安打8の日本シリーズ新記録を達成した。
一方の阪神は金本と今岡が依然無安打、さらに2番手の江草が8回に対ベニーの打席で1打席3暴投を記録するなど攻守とも精彩を欠き、シリーズ2連敗を喫した。2003年の日本シリーズから続く阪神の敵地での連敗は6に伸びてしまった。
公式記録関係（NPB.jp 日本野球機構）

### 第3戦
10月25日 阪神甲子園球場 開始時刻18:16 有料入場者数 47,753人
|        | 1 | 2 | 3 | 4 | 5 | 6 | 7 | 8 | 9 | R  | H  | E |
| ------ | - | - | - | - | - | - | - | - | - | -- | -- | - |
| ロッテ | 0 | 1 | 0 | 2 | 0 | 0 | 7 | 0 | 0 | 10 | 10 | 0 |
| 阪神   | 0 | 1 | 0 | 0 | 0 | 0 | 0 | 0 | 0 | 1  | 6  | 1 |

1. ロ：小林宏、小野、藤田、薮田 - 里崎
2. 神：下柳、藤川、桟原、橋本、能見 - 矢野、野口
3. 勝利：小林宏（1勝）
4. 敗戦：下柳（1敗）
5. 本塁打
ロ：福浦1号満塁（7回・桟原）
6. 審判
［球審］佐藤
［塁審］井野、山本隆、森
［外審］中村稔、谷
7. 試合時間：3時間20分

| ロッテ | ロッテ   | ロッテ   |
| 打順   | 守備     | 選手     |
| ------ | -------- | -------- |
| 1      | [遊]     | 西岡     |
| 2      | [二]     | 堀       |
|        | 二       | 塀内     |
| 3      | [一]     | 福浦     |
| 4      | [右]中右 | サブロー |
| 5      | [左]右   | ベニー   |
|        | 打左     | 李承燁   |
| 6      | [捕]     | 里崎     |
| 7      | [三]     | 今江     |
| 8      | [中]     | 大塚     |
|        | 打左     | フランコ |
|        | 左中     | 諸積     |
| 9      | [投]     | 小林宏   |
|        | 打       | 橋本     |
|        | 投       | 小野     |
|        | 打       | 井上     |
|        | 投       | 藤田     |
|        | 投       | 薮田     |

| 阪神 | 阪神 | 阪神       |
| 打順 | 守備 | 選手       |
| ---- | ---- | ---------- |
| 1    | [中] | 赤星       |
| 2    | [遊] | 鳥谷       |
| 3    | [一] | シーツ     |
| 4    | [左] | 金本       |
| 5    | [三] | 今岡       |
| 6    | [右] | 桧山       |
| 7    | [捕] | 矢野       |
|      | 捕   | 野口       |
| 8    | [二] | 関本       |
| 9    | [投] | 下柳       |
|      | 打   | スペンサー |
|      | 投   | 藤川       |
|      | 投   | 桟原       |
|      | 投   | 橋本       |
|      | 打   | 濱中       |
|      | 投   | 能見       |

移動日をはさみ、舞台は阪神の本拠地である甲子園球場へと移った。先発は阪神が下柳、ロッテが小林宏であった。

2回表に二塁打と暴投で三塁に進んだサブローをベニーが犠飛で帰しロッテが3試合連続の先制（今江はこの回三振を喫し、自身の連続打席安打も8でストップした。）。その裏、阪神はシリーズ初安打を放った今岡が関本の内野ゴロの間に生還し同点とした。
しかし4回表、ロッテが1死満塁から里崎の内野ゴロが併殺崩れとなり1点を勝ち越すと、続く今江が三塁への内野安打でもう1点を追加。阪神は5回で先発の下柳をここで諦め、藤川を今シリーズ初めて投入した。その藤川は、6回こそ福浦とベニーから三振を奪うなど完璧に抑えたが7回に先頭打者の里崎が遊撃手の鳥谷のエラーで出塁、続く今江が右中間二塁打、代打フランコも四球を選び無死満塁となる。ここで代打の橋本が9球で粘ったのちに中前打となる2点タイムリーを放ち、藤川もここで降板した。代わった桟原がリリーフ登板するも西岡のタイムリー、堀の四球を挟んで福浦が満塁本塁打（シリーズ史上17本目）を放つとこの回に一挙7点を奪い、試合を決めた。
ロッテの先発・小林宏は6回を投げ被安打3・失点1の好投を見せ、7回からは小野－藤田－薮田の投手リレーで意気消沈した阪神打線を抑えた。なお、ロッテは前の試合で達成した連続試合二桁得点記録を更に3試合に伸ばした。対する阪神はこの試合終了時で25イニング連続でタイムリー無し、4番の金本が依然ノーヒットの上、頼みの藤川までも打たれ早くも崖っぷちに追い込まれた。1985年の日本シリーズ第5戦から続いた本拠地・甲子園でのシリーズ連勝も4でストップした。
公式記録関係（NPB.jp 日本野球機構）

### 第4戦
10月26日 阪神甲子園球場 開始時刻18:15 有料入場者数 47,810人
|        | 1 | 2 | 3 | 4 | 5 | 6 | 7 | 8 | 9 | R | H | E |
| ------ | - | - | - | - | - | - | - | - | - | - | - | - |
| ロッテ | 0 | 2 | 0 | 1 | 0 | 0 | 0 | 0 | 0 | 3 | 7 | 1 |
| 阪神   | 0 | 0 | 0 | 0 | 0 | 2 | 0 | 0 | 0 | 2 | 7 | 0 |

1. ロ：セラフィニ、小野、藤田、薮田、小林雅 - 橋本、里崎
2. 神：杉山、能見、福原、ウィリアムス、藤川、久保田 - 矢野
3. 勝利：セラフィニ（1勝）
4. セーブ：小林雅（1S）
5. 敗戦：杉山（1敗）
6. 本塁打
ロ：李承燁3号2ラン（2回・杉山）
7. 審判
［球審］谷
［塁審］中村、井野、山本
［外審］眞鍋、東
8. 試合時間：3時間21分

| ロッテ | ロッテ | ロッテ     |
| 打順   | 守備   | 選手       |
| ------ | ------ | ---------- |
| 1      | [遊]   | 西岡       |
| 2      | [二]   | 堀         |
|        | 二     | 塀内       |
| 3      | [一]   | 福浦       |
| 4      | [中]右 | サブロー   |
| 5      | [右]   | フランコ   |
|        | 投     | 薮田       |
|        | 左     | 諸積       |
| 6      | [三]   | 今江       |
| 7      | [左]   | 李承燁     |
|        | 投     | 小林雅     |
| 8      | [捕]   | 橋本       |
|        | 投     | 小野       |
|        | 投     | 藤田       |
|        | 中     | 大塚       |
| 9      | [投]   | セラフィニ |
|        | 捕     | 里崎       |

| 阪神 | 阪神 | 阪神         |
| 打順 | 守備 | 選手         |
| ---- | ---- | ------------ |
| 1    | [中] | 赤星         |
| 2    | [遊] | 鳥谷         |
| 3    | [一] | シーツ       |
| 4    | [左] | 金本         |
| 5    | [三] | 今岡         |
|      | 投   | 久保田       |
| 6    | [右] | スペンサー   |
|      | 投   | 福原         |
|      | 投   | ウィリアムス |
|      | 打   | 桧山         |
|      | 投   | 藤川         |
|      | 三   | 片岡         |
|      | 走   | 久慈         |
| 7    | [捕] | 矢野         |
| 8    | [二] | 関本         |
|      | 打二 | 藤本         |
| 9    | [投] | 杉山         |
|      | 投   | 能見         |
|      | 右   | 濱中         |
|      | 右   | 中村豊       |

先発は阪神が杉山、ロッテがセラフィニで始まった。
1回裏に無死1、2塁の絶好の先制機をつくるも無得点の阪神に対し、ロッテが2回表にフランコの2塁打から李承燁が2ラン本塁打を放ち4試合連続の先制、4回にも2番手の能見から李承燁がタイムリー2塁打で追加点を上げ、ロッテが3-0とする。
4回、5回と併殺打でチャンスを潰した阪神は6回裏に1死1、2塁とロッテの先発・セラフィニを攻め、小野から今岡が今シリーズチーム初のタイムリーとなるテキサス安打、更に代打の桧山進次郎が右前打を打ち3-2と追い上げを見せるが、続く矢野が初球に手を出し3イニング連続となる併殺打に倒れてしまい、同点に追いつけなかった。
阪神は6回表途中からウィリアムスがようやく初登板。前日ノックアウトの藤川が2イニングを抑えると、9回にはこれまた初登板の久保田が無失点に抑え、ロッテの追加点を許さなかった。このシリーズ中、ようやく初めて「JFK」が揃い踏みした。一方のロッテは藤田が7回を、薮田が8回をそれぞれ抑え1点差のまま迎えた9回裏に抑えの小林雅がシリーズ初登板、こちらも「YFK」が揃い踏みした。9回裏、阪神は先頭の片岡がストレートの四球で出塁するが、続く矢野の送りバントは3塁今江への小飛球となり、さらに1塁走者の代走・久慈が飛び出してしまい戻れずこの日4つ目の併殺打。阪神はその前の8回にもシーツが送りバントを失敗するなど、拙攻続きで点差以上に両チームの野球には大きな差があった。最後は小林雅が藤本を空振り三振に仕留め、ゲームセット。ロッテがストレートの4連勝で31年ぶりの日本一に輝いた。
公式記録関係（NPB.jp 日本野球機構）

## 表彰
- 最高殊勲選手賞：今江敏晃（ロッテ）　第1・2戦でのシリーズ新記録となる8打数（8打席）連続ヒットを含む15打数10安打1本塁打の活躍[3][47]。
- 敢闘選手賞：矢野輝弘（阪神）　全試合ヒットを記録し打率.417と気を吐いた[3]。
- 優秀選手賞：渡辺俊介、李承燁、サブロー（以上、ロッテ）[3][48]

## テレビ・ラジオ中継

### テレビ中継
第1戦：10月22日
- テレビ朝日≪ANN系列 制作・テレビ朝日≫

第2戦：10月23日
- テレビ東京≪TXN系列、岐阜放送、三重テレビ、びわ湖放送、KBS京都、サンテレビ、奈良テレビ、テレビ和歌山 制作・テレビ東京≫
- NHK衛星第1テレビ・NHK衛星ハイビジョン

第3戦：10月25日
- 朝日放送（ABC）≪ANN系列 制作・ABC≫

第4戦：10月26日
- 毎日放送≪JNN系列（BS-iでも放送） 制作・毎日放送≫

### ラジオ中継
第1戦：10月22日
- NHKラジオ第1
- TBSラジオ（関東ローカル）
- TBSラジオ制作JRN裏送り
- 文化放送（NRN）
- ニッポン放送（ラジオ大阪との2局ネット）
- 毎日放送（関西ローカル）
- 朝日放送（関西ローカル）
- ラジオ日本

第2戦：10月23日
- NHKラジオ第1
- TBSラジオ（関東ローカル）
- TBSラジオ制作JRN裏送り
- 文化放送（ラジオ大阪との2局ネット）
- ニッポン放送（NRN）
- 毎日放送（関西ローカル）
- 朝日放送（関西ローカル）
- ラジオ日本

第3戦：10月25日
- NHKラジオ第1
- TBSラジオ（関東ローカル）
- 文化放送（関東ローカル）
- ニッポン放送（関東ローカル）
- 毎日放送（JRN）
- 朝日放送（NRN）
- ラジオ大阪（関西ローカル）
- ラジオ日本

第4戦：10月26日
- NHKラジオ第1
- TBSラジオ（関東ローカル）
- 文化放送（関東ローカル）
- ニッポン放送（関東ローカル）
- ラジオ日本
- 毎日放送（JRN）
- 朝日放送（NRN）
- ラジオ大阪（関西ローカル）